# Release management
Release management je řízený proces nasazování nebo uvolňování softwaru. Některé firmy provozují mnoho softwarových aplikací, které jsou na sobě navzájem závislé a tak software nelze upgradovat bez přerušení provozu nebo jiné aplikace. Proto hlavně velké firmy musejí veškeré IT změny pečlivě plánovat a řídit.
Release management zahrnuje správu, plánování, tvorbu harmonogramů a řízení dané fáze vývoje včetně nasazení softwarových verzí, testování a opravy chyb. Vývoj softwaru vede k novým sestavením (build), která jsou nasazena v různých fázích projektu (projektové řízení) a do různých vývojových prostředí. Release management je také jednou z důležitých oblastí podle zásad o rozdělení povinností při vývoji a údržbě software.

## Zařazení pojmu
Release management patří mezi postupy softwarového inženýrství. Příbuzným pojmem k release managementu je samotné nasazení softwaru (deployment). Vlastní nasazení zahrnuje činnosti, které zpřístupňují daný softwarový systém k použití, tedy ze zabaleného do provozního stavu. Jeho podstatnou součástí je proces instalace. Nutným předpokladem release managementu je i funkční správa verzí, tu je však možno chápat ve dvojím významu, kromě správy aplikačních verzí také jako činnosti, které vykonává systém pro řízení verzí (CVS, Subversion, GIT). Proto ani tyto dva pojmy nejsou synonyma.

## Vztah k průběžným dodávkám, DevOps a agilnímu vývoji
Organizace, které zavedly agilní metodiky, zvládnou mnohem větší množství vydání (releasů). S rostoucí popularitou agilního vývoje začíná ovlivňovat způsob přechodu softwaru od vývojářů do produkčního prostředí nový přístup k releasům softwaru, známý jako průběžná nebo kontinuální dodávka. Jedním z cílů průběžných dodávek a DevOps je produkovat spolehlivější aplikace rychleji a častěji. Release manažeři začínají používat nástroje, jako je automatizace aplikačních releasů a nástroje pro kontinuální integraci, které pomáhají urychlit proces průběžných dodávek a začleňují kulturu DevOps automatizací úloh tak, aby mohly být provedeny rychleji, spolehlivěji a opakovatelně. Větší počet releasů softwaru vede k většímu spoléhání se na nástroje pro správu a automatizaci dodávek při implementaci složitých procesů spojených s nasazováním aplikací.

## Vztah k podnikovému Release Managementu
Zatímco Release Management se zaměřuje na přechod z vývoje do fáze testování nasazení pro jeden nebo několik souvisejících projektů, podnikový neboli Enterprise Release Management (ERM) je zaměřen na koordinaci jednotlivých releasů celé organizace. Organizace s více skupinami aplikačních vývojářů může pro implementaci rozsáhlého systému naplánovat sérii vydání (releasů) na několik měsíců nebo let dopředu. ERM pro úspěšnou synchronizaci řady vydání firemního IT portfolia vyžaduje koordinovat úsilí více release manažerů.

## Vztah k ITIL/ITSM
V organizacích, které řídí operace IT pomocí paradigmatu správy IT služeb, konkrétně rámce ITIL, se bude release management řídit koncepty a zásadami ITIL. Existuje několik formálních procesů ITIL, které se týkají release managementu, zejména Proces správy uvolnění a nasazení, který "si klade za cíl naplánovat, určit časování a řídit pohyb vydání (releasů) do testovacích a živých prostředí" a dále Proces změnových řízení. Release procesy jsou řízeny provozními týmy IT pomocí ticketovacích systémů v rámci správy služeb IT a s menším důrazem na automatizaci.